# Василије Блажени
Василије Блажени или Василије Јуродиви (село Јелохово код Москве, 1469) је руски светитељ. 

## Биографија
Рођен је 1469. године у селу Јелохову у близини Москве од родитеља Јакова и Ане. Био је нешколован и неписмен. Са шеснаест година напушта родитељски дом у намери да се посвети подвигу јуродства. Живео је без крова над главом, дању одлазећи из једног храма у други, а ноћи проводећи у црквеним припратама. Клонио се људи, али су му верни притицали како би слушали његове поуке и предсказања. Важио је за свенародног молитвеника и разобличитеља неправди; разобличавао је и цара Ивана Грозног. За живота се одликовао даром прозорљивости.
Умро је 2. августа 1552. године. Чин сахране обавио је митрополит Макарије са Светим сабором. Гроб му се налазио на месту где је 1554, указом цара Ивана Грозног, био подигнут храм посвећен Покрову Пресвете Богородице, а у знак сећања на заузеће Казања. У том храму, који је најпознатији московски храм и симбол Русије, почивају његове мошти и до данас. Прва чудеса на гробу овог Угодника Божијег догодила су се 38 година након његовог представљења.
Спомен му се слави 2. августа.